# Лук афлатунский
Лук афлатунский (лат. Allium aflatunense) — многолетнее травянистое растение, вид рода Лук (Allium) семейства Луковые (Alliaceae).
Видовое название получил от названия Афлатунского перевала Чаткальского хребта в Киргизии.

## Распространение и экология
В природе ареал вида охватывает Тянь-Шань. Эндемик.
Произрастает в верхнем и среднем поясе гор.
Лук афлатунский можно выращивать зонах морозостойкости 4-8 (выдерживает до −35° С). Растение нетребовательно к условиям выращивания и легко переносит частичное затенение, хотя предпочитает почвы со щелочной реакцией и солнечные места.

## Ботаническое описание

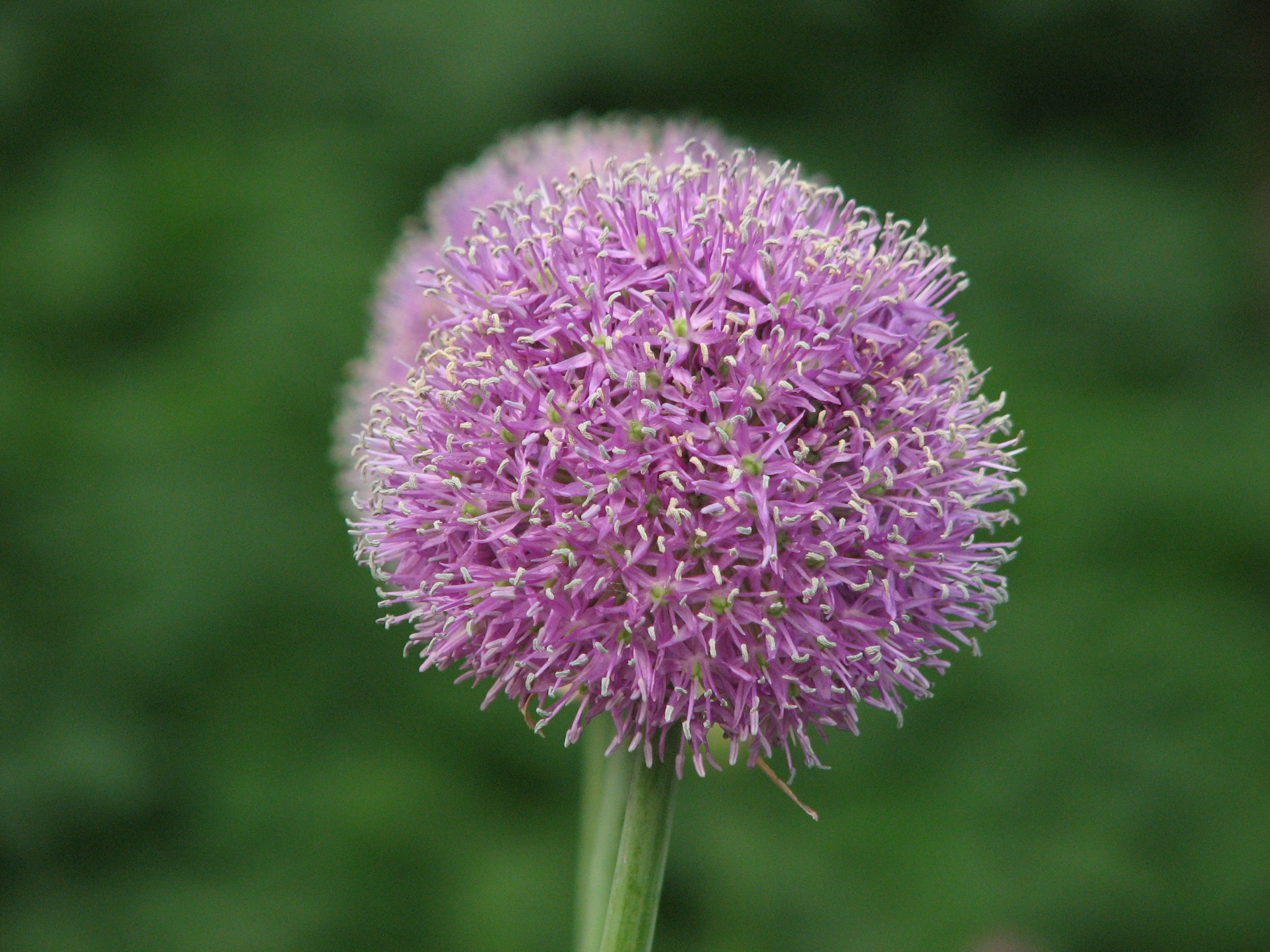
Соцветие

Луковица яйцевидная, диаметром 2—6 см; оболочки бумагообразные, сероватые. Стебель мощный, полый, высотой 80—150 см, с слабо выступающими жилками, при основании под и над землей окруженный влагалищами листьев.
Листья в числе шести—восьми, наружные шириной 2—10 см, длиной до 60 см, ремневидные, сизые, по краю гладкие.
Чехол немного короче зонтика, коротко заострённый. Зонтик почти шаровидный, многоцветковый, густой. Цветоножки в два—четыре раза длиннее околоцветника, почти равные, при основании без прицветников. Листочки звёздчатого околоцветника светло-фиолетовые, с более тёмной жилкой, линейно-ланцетные, острые, позднее вниз отогнутые, скрученные, длиной 7—8 мм. Нити тычинок немного длиннее листочков околоцветника, при основании с околоцветником сросшиеся, выше между собой свободные, шиловидные; пыльники фиолетовые. Завязь на короткой ножке, шероховатая.
Коробочка широкояйцевидная, почти шаровидная, диаметром около 5 мм.
Цветение в мае — июне; плодоношение в августе.
Этот вид часто путают с луком голландским (Allium hollandicum).

## Таксономия
Вид Лук афлатунский входит в род Лук (Allium) семейства Луковые (Alliaceae) порядка Спаржецветные (Asparagales).
|  |                                      |  |                                                             |                                                             |                   |  | ещё 24 семейства (согласно Системе APG II) | ещё 24 семейства (согласно Системе APG II) |                     |  |  |  | ещё более 870 видов |
|  |                                      |  |                                                             |                                                             |                   |  | ещё 24 семейства (согласно Системе APG II) | ещё 24 семейства (согласно Системе APG II) |                     |  |  |  | ещё более 870 видов |
|  |                                      |  |                                                             | порядок Спаржецветные                                       |                   |  |                                            |                                            | род Лук             |  |  |  |                     |
|  |                                      |  |                                                             | порядок Спаржецветные                                       |                   |  |                                            |                                            | род Лук             |  |  |  |                     |
|  | отдел Цветковые, или Покрытосеменные |  |                                                             |                                                             | семейство Луковые |  |                                            |                                            | вид Лук афлатунский |  |  |  |                     |
|  | отдел Цветковые, или Покрытосеменные |  |                                                             |                                                             | семейство Луковые |  |                                            |                                            |                     |  |  |  |                     |
|  |                                      |  | ещё 44 порядка цветковых растений (согласно Системе APG II) | ещё 44 порядка цветковых растений (согласно Системе APG II) |                   |  |                                            | ещё около 300 родов                        | ещё около 300 родов |  |  |  |                     |
|  |                                      |  |                                                             | ещё 44 порядка цветковых растений (согласно Системе APG II) |                   |  |                                            |                                            | ещё около 300 родов |  |  |  |                     |